# Tubiluchus corallicola
Espèce
Tubiluchus corallicola est une espèce de priapuliens de la famille des Tubiluchidae.

## Distribution
Cette espèce meiobenthique se rencontre à Curaçao, à Bonaire, à la Barbade, aux Bahamas, en Floride et aux Bermudes. Elle se rencontre dans l'océan Atlantique.

## Publication originale
- van der Land, 1968 : A new aschelminth, probably related to the Priapulida. Zoologische Mededelingen Leiden, vol. 42, no 22, p. 237-250.